# Grant Hackett
Grant Hackett, född 9 maj 1980 i Southport, är en australisk simmare och flerfaldig OS-guldmedaljör. Han är mest känd för att ha vunnit två raka OS-guld i 1500 meter frisim, 2000 och  2004.

### Fotnoter
1. ↑  ”Grant Hackett Bio, Stats, and Results - Olympics at Sports.reference.com”. sportsreference.com. Sportsreference. Arkiverad från originalet den 20 november 2008. https://web.archive.org/web/20081120073920/http://sports-reference.com/olympics/athletes/ha/grant-hackett-1.html. Läst 11 augusti 2015.